# No. 40 (Royal Marines) Commando
No. 40 (Royal Marines) Commando je bil Commando Oboroženih sil Združenega kraljestva, ki so ga sestavljali kraljevi marinci.

## Zgodovina
Enota je bila ustanovljena februarja 1942 in razpuščena 21. januarja 1946. 